# Freekickerz
freekickerz ist ein deutscher YouTube-Kanal, der sich auf die Veröffentlichung von Videos rund um das Thema Fußball spezialisiert. Mit 8,6 Millionen Abonnenten ist der Kanal einer der meistabonnierten deutschen YouTube-Kanäle. Von Juli 2023 bis Dezember 2023 war der Kanal auch über waipu.tv empfangbar.

## Geschichte
Der YouTube-Kanal freekickerz wurde im Januar 2010 von Konstantin Hert, einem Studenten aus Altenriet, gegründet.

## Inhalt
Der Kanal bietet Inhalte rund zum Thema Fußball. So gibt es viele sogenannte „Challenges“, in denen das freekickerz-Team gegen internationale Stars wie Robert Lewandowski, Roman Weidenfeller, Cesc Fàbregas, Thomas Müller und Mats Hummels in unterschiedlichen Fußball-Disziplinen antritt. Dazu gehören unter anderem Duelle im Elfmeter- oder Freistoßschießen. Zudem gibt es Produkttests von beispielsweise Fußballschuhen oder Fußbällen. Außerdem werden Fußballprofis bezüglich ihrer Spiel- und Schussweise analysiert und den Zuschauern Tipps gegeben, wie sie ihre eigene Technik verbessern können.

## Auszeichnungen und Nominierungen
| Jahr | Auszeichnung                 | Kategorie      | Resultat  |
| ---- | ---------------------------- | -------------- | --------- |
| 2015 | PlayAward                    | Sports         | Gewonnen  |
| 2017 | deutscher Webvideopreis      | Gesamtwerk     | Nominiert |
| 2018 | Goldene Kamera Digital Award | Best of Sports | Gewonnen  |
| 2018 | Goldene Henne                | Onlinestars    | Nominiert |